# Ausztrália a 2010. évi téli olimpiai játékokon

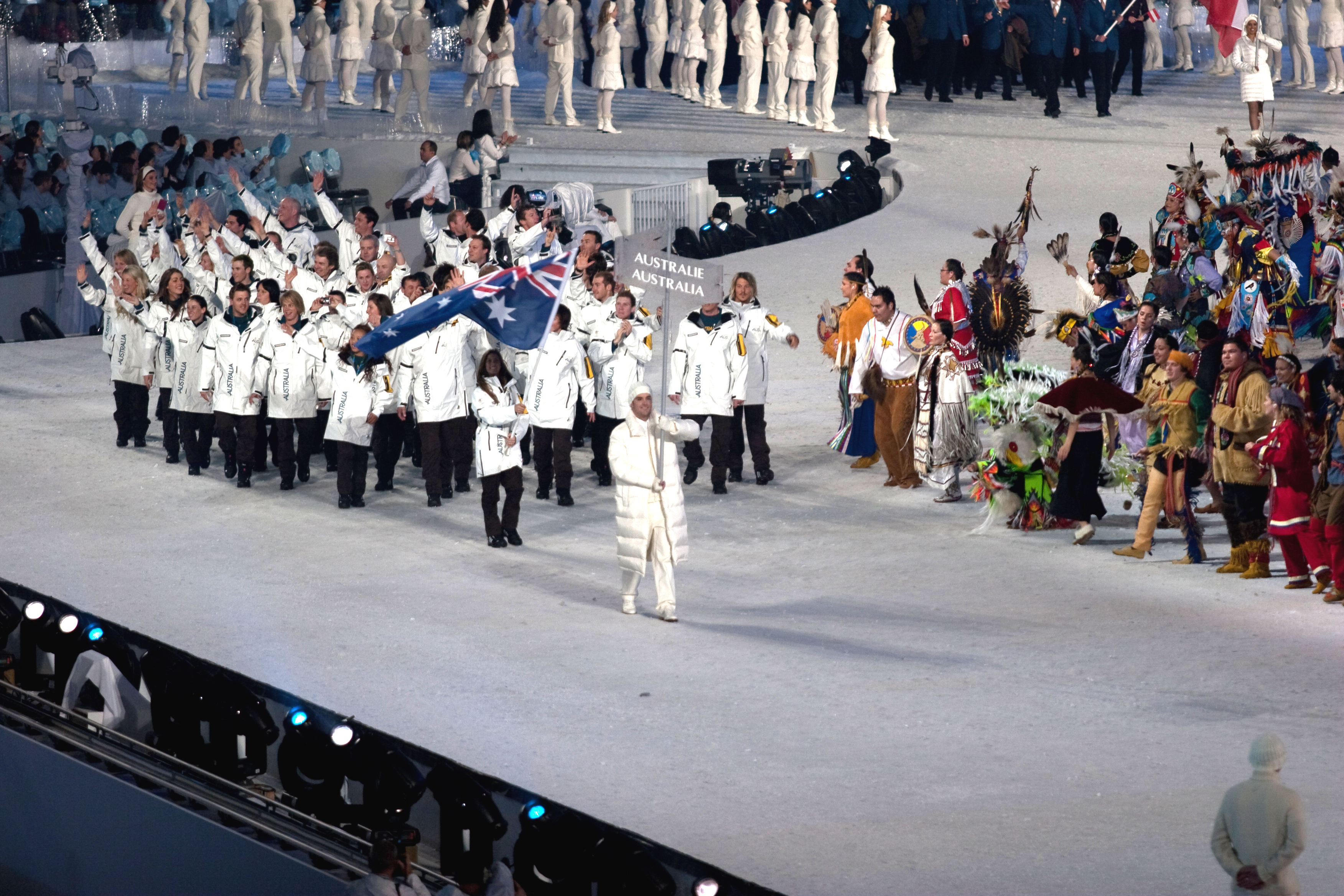
Ausztrália olimpiai küldöttsége a megnyitón

Ausztrália a kanadai Vancouverben megrendezett 2010. évi téli olimpiai játékok egyik részt vevő nemzete volt. Az országot az olimpián 11 sportágban 40 sportoló képviselte, akik összesen 3 érmet szereztek. Az ország sportolói eddigi legjobb eredményüket érték el a téli olimpiák történetében: két arany- és egy ezüstéremmel az éremtáblázaton a 13. helyen végeztek.

## Érmesek
| Érem  | Versenyző       | Sportág      | Versenyszám  |
| ----- | --------------- | ------------ | ------------ |
| Arany | Lydia Lassila   | Síakrobatika | Női ugrás    |
| Arany | Torah Bright    | Snowboard    | Női halfpipe |
| Ezüst | Dale Begg-Smith | Síakrobatika | Férfi mogul  |

## Alpesisí
Férfi
| Versenyző    | Versenyszám            | Eredmény | Helyezés |
| ------------ | ---------------------- | -------- | -------- |
| Craig Branch | Lesiklás               | 1:57,19  | 34.      |
| Craig Branch | Szuperóriás-műlesiklás | 1:32,89  | 29.      |
| Jono Brauer  | Szuperóriás-műlesiklás | 1:32,92  | 30.      |
| Jono Brauer  | Lesiklás               | 1:58,08  | 39.      |

## Biatlon
Férfi
| Versenyző       | Versenyszám  | Lövőhiba    | Időeredmény | Helyezés |
| --------------- | ------------ | ----------- | ----------- | -------- |
| Alexei Almoukov | 10 km sprint | 4 (3+1)     | 30:57,9     | 87.      |
| Alexei Almoukov | 20 km egyéni | 4 (1+1+2+0) | 57:37,6     | 78.      |

## Bob
Férfi
| Versenyző                               | Versenyszám | 1. futam      | 1. futam      | 2. futam | 2. futam | 3. futam | 3. futam | 4. futam | 4. futam | Összesítés | Összesítés |
| Versenyző                               | Versenyszám | Idő           | Hely.         | Idő      | Hely.    | Idő      | Hely.    | Idő      | Hely.    | Idő        | Helyezés   |
| --------------------------------------- | ----------- | ------------- | ------------- | -------- | -------- | -------- | -------- | -------- | -------- | ---------- | ---------- |
| Chris Spring Duncan Harvey Anthony Ryan | Kettes      | 53,14         | 21.           | 54,41    | 22.      | 53,18    | 22.      | kiesett  | kiesett  | 2:40,73    | 22.        |
| Jeremy Rolleston Duncan Pugh            | Kettes      | nem ért célba | nem ért célba | kiesett  | kiesett  | kiesett  | kiesett  | kiesett  | kiesett  | kiesett    | kiesett    |

Női
| Versenyző                              | Versenyszám | 1. futam | 1. futam | 2. futam | 2. futam | 3. futam | 3. futam | 4. futam | 4. futam | Összesítés | Összesítés |
| Versenyző                              | Versenyszám | Idő      | Hely.    | Idő      | Hely.    | Idő      | Hely.    | Idő      | Hely.    | Idő        | Helyezés   |
| -------------------------------------- | ----------- | -------- | -------- | -------- | -------- | -------- | -------- | -------- | -------- | ---------- | ---------- |
| Astrid Loch-Wilkinson Cecilia Mcintosh | Kettes      | 54,85    | 20.      | 54,66    | 18.      | 55,16    | 20.      | kiesett  | kiesett  | 2:44,67    | 19.        |

## Gyorskorcsolya
Női
| Versenyző   | Versenyszám | 1. futam | 1. futam | 2. futam | 2. futam | Eredmény | Helyezés |
| Versenyző   | Versenyszám | Idő      | Hely.    | Idő      | Hely.    | Eredmény | Helyezés |
| ----------- | ----------- | -------- | -------- | -------- | -------- | -------- | -------- |
| Sophie Muir | 500 m       | 39,649   | 31.      | 39,400   | 27.      | 79,049   | 29.      |
| Sophie Muir | 1000 m      |          |          |          |          | 1:18,79  | 30.      |

## Műkorcsolya
| Versenyző    | Versenyszám | Rövid program | Rövid program | Kűr   | Kűr   | Összesítés | Összesítés |
| Versenyző    | Versenyszám | Pont          | Hely.         | Pont  | Hely. | Pont       | Helyezés   |
| ------------ | ----------- | ------------- | ------------- | ----- | ----- | ---------- | ---------- |
| Cheltzie Lee | Női egyéni  | 52,16         | 18.           | 86,00 | 20.   | 138,16     | 20.        |

## Rövidpályás gyorskorcsolya
Férfi
| Versenyző   | Versenyszám | Előfutam | Előfutam | Negyeddöntő | Negyeddöntő | Elődöntő | Elődöntő | B döntő | B döntő | Döntő   | Döntő   | Helyezés |
| Versenyző   | Versenyszám | Idő      | Hely.    | Idő         | Hely.       | Idő      | Hely.    | Idő     | Hely.   | Idő     | Hely.   | Helyezés |
| ----------- | ----------- | -------- | -------- | ----------- | ----------- | -------- | -------- | ------- | ------- | ------- | ------- | -------- |
| Lachlan Hay | 1000 m      | 1:26,132 | 4.       | kiesett     | kiesett     | kiesett  | kiesett  | kiesett | kiesett | kiesett | kiesett | 26.      |

Női
| Versenyző          | Versenyszám | Előfutam | Előfutam | Negyeddöntő | Negyeddöntő | Elődöntő | Elődöntő | B döntő  | B döntő | Döntő   | Döntő   | Helyezés |
| Versenyző          | Versenyszám | Idő      | Hely.    | Idő         | Hely.       | Idő      | Hely.    | Idő      | Hely.   | Idő     | Hely.   | Helyezés |
| ------------------ | ----------- | -------- | -------- | ----------- | ----------- | -------- | -------- | -------- | ------- | ------- | ------- | -------- |
| Tatyana Borodulina | 500 m       | 44,901   | 3.       | kiesett     | kiesett     | kiesett  | kiesett  | kiesett  | kiesett | kiesett | kiesett | 21.      |
| Tatyana Borodulina | 1000 m      | 1:32,509 | 1.       | 1:32,465    | 2.          | 1:29,663 | 3.       | 1:32,661 | 4.      |         |         | 7.       |
| Tatyana Borodulina | 1500 m      | 2:27,408 | 3.       |             |             | 2:21,617 | 4.       | 2:43,051 | 3.      |         |         | 11.      |

## Síakrobatika
Ugrás
| Versenyző         | Versenyszám | Selejtező | Selejtező | Döntő   | Döntő    |
| Versenyző         | Versenyszám | Pont      | Helyezés  | Pont    | Helyezés |
| ----------------- | ----------- | --------- | --------- | ------- | -------- |
| David Morris      | Férfi       | 221,02    | 13.       | kiesett | kiesett  |
| Jacqui Cooper     | Női         | 162,99    | 11.       | 194,29  | 5.       |
| Elizabeth Gardner | Női         | 164,60    | 10.       | 86,70   | 12.      |
| Lydia Lassila     | Női         | 167,55    | 9.        | 214,74  |          |
| Bree Munro        | Női         | 143,46    | 18.       | kiesett | kiesett  |

Mogul
| Versenyző       | Versenyszám | Selejtező | Selejtező | Döntő   | Döntő    |
| Versenyző       | Versenyszám | Pont      | Helyezés  | Pont    | Helyezés |
| --------------- | ----------- | --------- | --------- | ------- | -------- |
| Dale Begg-Smith | Férfi       | 25,03     | 4.        | 26,58   |          |
| Ramone Cooper   | Férfi       | 21,11     | 27.       | kiesett | kiesett  |
| Britteny Cox    | Női         | 19,87     | 23.       | kiesett | kiesett  |

Krossz
| Versenyző     | Versenyszám | Selejtező | Selejtező | Nyolcaddöntő | Negyeddöntő | Elődöntő | Döntő       | Helyezés |
| Versenyző     | Versenyszám | Idő       | Hely.     | Nyolcaddöntő | Negyeddöntő | Elődöntő | Döntő       | Helyezés |
| ------------- | ----------- | --------- | --------- | ------------ | ----------- | -------- | ----------- | -------- |
| Scott Kneller | Férfi       | 1:13,85   | 12.       | 2.           | 2.          | 3.       | Kisdöntő 3. | 7.       |
| Katya Crema   | Női         | 1:20,19   | 17.       | 2.           | 3.          | kiesett  | kiesett     | 15.      |
| Jenny Owens   | Női         | 1:19,80   | 15.       | 2.           | 3.          | kiesett  | kiesett     | 13.      |

## Sífutás
Férfi
| Versenyző           | Versenyszám  | Selejtező | Selejtező | Negyeddöntő | Negyeddöntő | Elődöntő | Elődöntő | Döntő     | Döntő    |
| Versenyző           | Versenyszám  | Idő       | Hely.     | Idő         | Hely.       | Idő      | Hely.    | Idő       | Helyezés |
| ------------------- | ------------ | --------- | --------- | ----------- | ----------- | -------- | -------- | --------- | -------- |
| Paul Murray         | Sprint       | 3:52,96   | 55.       | kiesett     | kiesett     | kiesett  | kiesett  | kiesett   | 55.      |
| Ben Sim             | 15 km        |           |           |             |             |          |          | 35:48,6   | 45.      |
| Ben Sim             | 30 km        |           |           |             |             |          |          | 1:23:25,8 | 47.      |
| Paul Murray Ben Sim | Csapatsprint | 19:57,0   | 10.       |             |             |          |          | kiesett   | 20.      |

Női
| Versenyző        | Versenyszám | Selejtező | Selejtező | Negyeddöntő | Negyeddöntő | Elődöntő | Elődöntő | Döntő   | Döntő    |
| Versenyző        | Versenyszám | Idő       | Hely.     | Idő         | Hely.       | Idő      | Hely.    | Idő     | Helyezés |
| ---------------- | ----------- | --------- | --------- | ----------- | ----------- | -------- | -------- | ------- | -------- |
| Esther Bottomley | Sprint      | 4:05,12   | 50.       | kiesett     | kiesett     | kiesett  | kiesett  | kiesett | 50.      |

## Snowboard
Halfpipe
| Versenyző      | Versenyszám | Selejtező  | Selejtező  | Selejtező | Elődöntő   | Elődöntő   | Elődöntő | Döntő      | Döntő      | Helyezés |
| Versenyző      | Versenyszám | 1. forduló | 2. forduló | Hely.     | 1. forduló | 2. forduló | Hely.    | 1. forduló | 2. forduló | Helyezés |
| -------------- | ----------- | ---------- | ---------- | --------- | ---------- | ---------- | -------- | ---------- | ---------- | -------- |
| Scott James    | Férfi       | 7,6        | 28,2       | 12.       | kiesett    | kiesett    | kiesett  | kiesett    | kiesett    | 21.      |
| Ben Mates      | Férfi       | 28,3       | 29,6       | 9.        | 3,6        | 27,5       | 11.      | kiesett    | kiesett    | 17.      |
| Torah Bright   | Női         | 41,3       | 45,8       | 1. D      |            |            |          | 5,9        | 45,0       |          |
| Holly Crawford | Női         | 38,6       | 39,5       | 7.        | 17,3       | 41,7       | 1.       | 23,9       | 30,3       | 8.       |

Parallel giant slalom
| Versenyző    | Versenyszám | Selejtező | Selejtező | Nyolcaddöntő      | Negyeddöntő       | Elődöntő          | Döntő             | Helyezés |
| Versenyző    | Versenyszám | Idő       | Hely.     | Ellenfél Eredmény | Ellenfél Eredmény | Ellenfél Eredmény | Ellenfél Eredmény | Helyezés |
| ------------ | ----------- | --------- | --------- | ----------------- | ----------------- | ----------------- | ----------------- | -------- |
| Johanna Shaw | Női         | 1:26,10   | 19.       | kiesett           | kiesett           | kiesett           | kiesett           | 19.      |

Snowboard cross
| Versenyző        | Versenyszám | Selejtező | Selejtező | Nyolcaddöntő | Negyeddöntő | Elődöntő | Döntő    | Helyezés |
| Versenyző        | Versenyszám | Idő       | Hely.     | Helyezés     | Helyezés    | Helyezés | Helyezés | Helyezés |
| ---------------- | ----------- | --------- | --------- | ------------ | ----------- | -------- | -------- | -------- |
| Damon Hayler     | Férfi       | 1:21,81   | 9.        | 2.           | 4.          | kiesett  | kiesett  | 10.      |
| Alex Pullin      | Férfi       | 1:20,15   | 1.        | 3.           | kiesett     | kiesett  | kiesett  | 17.      |
| Stephanie Hickey | Női         | 1:35,26   | 18.       |              | kiesett     | kiesett  | kiesett  | 18.      |

## Szánkó
| Versenyző            | Versenyszám | 1. futam | 1. futam | 2. futam | 2. futam | 3. futam | 3. futam | 4. futam | 4. futam | Összesítés | Összesítés |
| Versenyző            | Versenyszám | Idő      | Hely.    | Idő      | Hely.    | Idő      | Hely.    | Idő      | Hely.    | Idő        | Helyezés   |
| -------------------- | ----------- | -------- | -------- | -------- | -------- | -------- | -------- | -------- | -------- | ---------- | ---------- |
| Hannah Campbell-Pegg | Női egyes   | 42,527   | 25.      | 42,570   | 26.      | 42,606   | 21.      | 42,519   | 21.      | 2:50,222   | 23.        |

## Szkeleton
| Versenyző          | Versenyszám | 1. futam | 1. futam | 2. futam | 2. futam | 3. futam | 3. futam | 4. futam | 4. futam | Összesítés | Összesítés |
| Versenyző          | Versenyszám | Idő      | Hely.    | Idő      | Hely.    | Idő      | Hely.    | Idő      | Hely.    | Idő        | Helyezés   |
| ------------------ | ----------- | -------- | -------- | -------- | -------- | -------- | -------- | -------- | -------- | ---------- | ---------- |
| Anthony Deane      | Férfi       | 54,55    | 24.      | 54,12    | 21.      | 54,68    | 25.      | kiesett  | kiesett  | 2:43,35    | 23.        |
| Melissa Hoar       | Női         | 54,73    | 12.*     | 54,48    | 8.       | 54,48    | 10.      | 54,53    | 12.      | 3:38,22    | 12.        |
| Emma Lincoln-Smith | Női         | 54,28    | 6.       | 54,41    | 7.       | 54,54    | 11.*     | 54,40    | 10.      | 3:37,63    | 10.        |

* - egy másik versenyzővel azonos időt ért el